# Stazione di Rudalza
Stazione di Rudalza vasútállomás Olaszországban, Szardínia régióban, Olbia településen.

## Vasútvonalak
Az állomást az alábbi vasútvonalak érintik:
- Cagliari–Golfo Aranci Marittima-vasútvonal

## Kapcsolódó állomások
A vasútállomáshoz az alábbi állomások vannak a legközelebb:
- Stazione di Marinella
- Stazione di Olbia